# Pelopia (thần thoại)
Trong thần thoại Hy Lạp, Pelopia, Pelopea hay Pelopeia (tiếng Hy Lạp: Πελόπεια), còn có tên khác ít được biết đến hơn là Mnesiphae  là con gái của vua Thyestes thành Mycenae.

## Thần thoại
Thyestes đã tranh chấp ngai vàng của thành Mycenae với người anh trai sinh đôi là Atreus, cũng là vì có quan hệ tình cảm với vợ của Atreus là hoàng hậu Aerope. Để trả thù, Atreus đã giết thịt các con trai của Thyestes và lừa Thyestes ăn thịt con của ông ta trong một bữa tiệc. Khi đã phát hiện ra âm mưu của Atreus, Thyestes đã bị trục xuất khỏi thành Mycenae. Ông ta thề sẽ giết chết Atreus. Một lời phán truyền đã cho biết rằng ông ta phải có với Pelopia, con gái của ông ta một người con trai ruột. Vì vậy, khi Pelopia đang ở thành Sicyon tại triều đình của vua Thesprotus, đến bờ sông để giặt quần áo bị dính máu trong một nghi lễ hiến tế, Thyestes đã che mặt, tới cưỡng hiếp cô. Pelopia đã kịp thời cướp lấy thanh kiếm của kẻ giấu mặt để có thể nhận ra kẻ đã cưỡng hiếp cô sau này.
Ngay sau đó, Atreus đến thành Sicyon gặp vua Thesprotus để truy tìm Thyestes. Với sự giúp đỡ của của vua Thesprotus, vua Atreus lấy Pelopia làm vợ và được giúp đỡ để che giấu sự thật. Sau khi sinh ra Aegisthus, Pelopia đã bỏ rơi đứa bé. Được bú sữa của một con dê cái cho nên đứa bé vẫn còn sống sót. Một người chăn cừu đã tình cờ tìm thấy đứa bé rồi đem giao cho vua Atreus nuôi nấng như con ruột mà không hề hay biết đó chính là con của Thyestes với Pelopia. Khi Aegisthus đã trưởng thành, Thyestes bị Agamemnon và Menelaus, hai người con trai của vua Atreus bắt rồi giải tới chỗ của Atreus. Aegisthus được vua Atreus ra lệnh phải giết Thyestes. Aegisthus tình cờ mang theo thanh kiếm mà khi xưa Pelopia, mẹ anh đã cướp được từ tay Thyestes, thanh kiếm đó là anh được Pelopia trao lại. Khi người đao phủ Aegisthus chuẩn bị giết Thyestes, ông ta đã bất ngờ vì nhận ra đó là thanh kiếm khi xưa của mình, và gặng hỏi người đao phủ có được thanh kiếm đó từ đâu. Ban đầu Aegisthus tỏ ra không quan tâm, nhưng rồi anh lại tới tìm Pelopia để hỏi rõ về nguồn gốc của thanh kiếm. Cuối cùng, Pelopia mới nhận ra chính Thyestes đã là kẻ cưỡng hiếp cô khi xưa, và cô đã uất ức tự tử bằng chính thanh kiếm đó. Sau đó, Aegisthus hiểu ra mọi chuyện. Anh nổi điên, đeo thanh kiếm chạy đi tìm Atreus, và rồi tìm thấy ông ta đang cầu nguyện bên bờ sông. Anh giết chết ông ta bằng chính thanh kiếm đó. Cả hai cha con Thyestes và Aegisthus lên nắm quyền cai trị thành Mycenae cho đến khi bị Agamemnon và Menelaus đoạt lại ngai vàng với sự giúp đỡ của vua Tyndareus thành Sparta.